# Майкъл Къртис Форд
Майкъл Къртис Форд (на английски: Michael Curtis Ford) е американски преводач и писател на бестселъри в жанра исторически роман.

## Биография и творчество
Майкъл Къртис Форд е роден през 1964 г. в САЩ. Получава бакалавърска степен от Университета във Вашингтон и магистърска степен по романска лингвистика от Вашингтонския университет и магистърска степен по икономика от Принстънския университет. Говори няколко езика и е запален читател на класиката. Сред дипломирането си работи като консултант, банкер, учител по латински език в гимназията и преводач.
През 2001 г. е издаден първият му роман „The Ten Thousand“ (Десетте хиляди) за историята на Похода на десетте хиляди гърци.
Романът му „The Last King“ (Последният цар) от 2004 г. пресъздава историята на Митридат VI, а романът му „Мечът на Атила“ е за римския военачалник Флавий Аеций и Битката на Каталаунските полета.
С романа си „The Fall of Rome“ (Падането на Рим) завършва цикъла за краха на Римската империя.
Заедно с романите си пише множество статии за древни военни теми.
Със съпругата си Кристина обучават трите си деца у дома. Майкъл Къртис Форд живее със семейството си в Сейлъм, Орегон.

## Произведения
Самостоятелни романи
- The Ten Thousand (2001)
- Gods and Legions (2002)
- The Last King (2004)
- The Sword of Attila (2005)
Мечът на Атила, изд.: „Унискорп“, София (2009), прев. Яна Василева
- The Fall of Rome (2007)